# Reinhard Haberfellner
Reinhard Haberfellner (* 11. Mai 1942 in Kirchberg am Walde, Niederösterreich; † 14. Januar 2020) war ein österreichischer Wirtschafts- und Organisationswissenschaftler. Er war Rektor der TU Graz und Generaldirektor der Styria Media AG.

## Leben
Reinhard Haberfellner studierte nach seiner Matura im Alter von 16 Jahren von 1959 bis 1965 Maschinenbau an der TU Wien und Wirtschaftsingenieurwesen Maschinenbau an der TH Graz und diplomierte 1965 zum Dipl-Ing. 1972 wurde er an der ETH Zürich bei Walter F. Daenzer mit der Arbeit Die Unternehmung als dynamisches System zum Dr.sc.techn. promoviert. Von 1966 bis 1979 war er Unternehmensberater am Betriebswissenschaftlichen Institut der ETH-Zürich und hat verschiedenste umfangreiche Projekte hinsichtlich Organisation (Prozessorganisation, Aufbauorganisation, Reorganisation) betreut.
1979 erhielt Haberfellner einen Ruf auf den Lehrstuhl für Unternehmungsführung und Organisation an TU Graz und war Vorstand des Instituts für Unternehmungsführung und Organisation. Von 1983 bis 1985 war er Dekan an der Fakultät für Maschinenbau an der TU Graz und von 1987 bis 1989 Rektor an der TU Graz.
Von 1995 bis 1998 war er Generaldirektor und Vorstandsvorsitzender der Styria Media Group; er verwandelte das Druck- und Verlagshaus Styria zum Medienunternehmen. Er wurde für seine Verdienste um die Styria Medien AG mit dem Großen Goldene Ehrenzeichen des Landes Steiermark ausgezeichnet. Er war Mitglied verschiedener Aufsichts- und Beiräte in der Wirtschaft und in akademischen Gremien.
Er hat mehrere Bücher und zahlreiche wissenschaftliche Aufsätze veröffentlicht. Sein Werk Systems Engineering ist weltweit Standardwerk der Planungsmethodik.
Über seine akademische und wirtschaftliche Tätigkeit hinaus engagierte er sich in vielen kirchlichen und anderen Organisationen, u. a. im Bereich Erwachsenenbildung in der Österreichischen Urania für Steiermark, deren Präsident er von 1991 bis 1995 war.
Haberfellner war verheiratet und hat zwei Kinder. Er war Mitglied der katholischen Studentenverbindung KÖStV Babenberg Graz im ÖCV.

## Schriften
- Systems Engineering: Grundlagen und Anwendung , Orell Füssli (13. Auflage) 2015,  ISBN 328004068X zusammen mit Olivier L. de Weck, Ernst Fricke, Siegfried Vössner